# Sulkava
Sulkava [ˈsulkɑʋɑ] ist eine Gemeinde mit 2375 Einwohnern (Stand 31. Dezember 2022) in Ostfinnland. Sie liegt rund 40 Kilometer südwestlich der Stadt Savonlinna im Saimaa-Seengebiet.
Die Gemeinde umfasst neben dem Kirchdorf Sulkava zahlreiche kleine Siedlungen, die weit über das von Seen, Flüssen und Osern stark zergliederten Gemeindegebiet verstreut liegen. Im Süden hat Sulkava Anteil an der Insel Partalansaari, mit 170 Quadratkilometern eine der größten Seeinseln Finnlands. Dem Personen- und Warenverkehr auf dem Wasserweg kommt so eine große Bedeutung zu. Im Sommer steigt die Einwohnerzahl von Sulkava um mehr als das Doppelte an, wenn Finnen vor allem aus den Großstädten des Landes hier ihre Ferienhäuser (finnisch: Mökkis) beziehen.
Ein Burghügel nahe dem Kirchdorf war wohl schon in der Eisenzeit befestigt und wurde bis in das späte Mittelalter militärisch genutzt. Das Kirchspiel Sulkava besteht seit 1630; der Ostteil des Kirchdorfes Sulkava ist der historische Siedlungskern der Gemeinde und weist noch einige Holzhäuser aus dem 18. Jahrhundert auf. Die Pfarrkirche des Ortes, eine hölzerne Doppelkreuzkirche, wurde 1822 nach Plänen von Charles Bassi errichtet, der freistehende Glockenturm bereits 1770. Das heutige Gemeindezentrum im Westteil des Kirchdorfes wird von Zweckbauten der Nachkriegszeit dominiert.
Bekannt ist Sulkava vor allem für die jährlich ausgetragenen Sulkavan Suursoudut, einem der weltweit größten Ruderwettbewerbe.

## Galerie

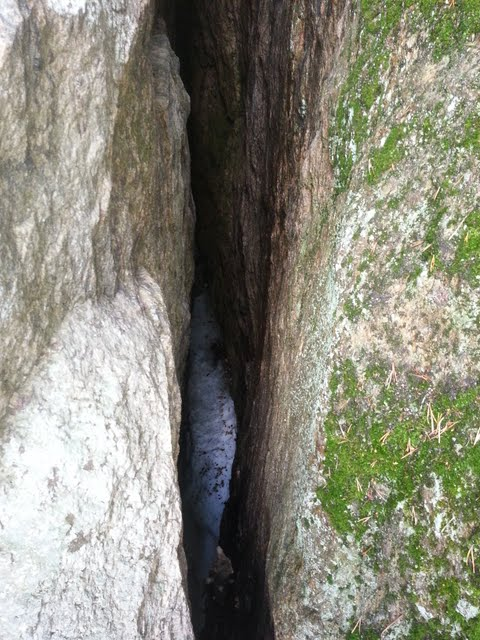
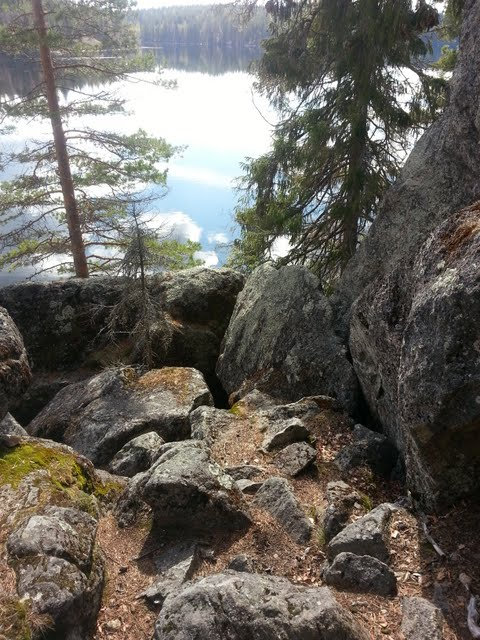
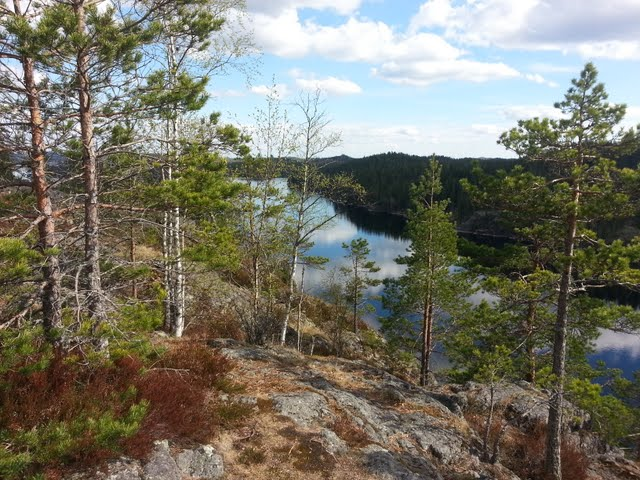

## Ortschaften
Die Gemeinde umfasst neben dem Kirchdorf Sulkava die Orte Eerikkälä, Hasula, Halttula, Heikkurila, Hintsala, Iitlahti, Kaartila, Kaartilankoski, Kaartilanmäki, Kaipola, Kammola, Karjulanmäki, Kommerniemi, Koskutjärvi, Kyrsyä, Leipämäki, Linkola, Lohilahti, Maarala, Mäntynen, Partala, Pulkkila, Rahkolantaipale, Rauhaniemi, Ruokoniemi, Ruottila, Ryhälä, Sairalanmäki, Sammalmäki, Seppälä, Sipilä, Sulkava, Tannila, Telakanava, Telataipale, Tialanmäki, Tunnila, Väätälänmäki und Ylisenauvila.